# Candice Breitz
Candice Breitz est une artiste cinéaste, réalisatrice, critique et photographe sud-africaine née en 1972 à Johannesburg. Elle vit à Berlin et enseigne à l'École des Beaux-Arts de Brunswick. Dans son travail de photo et de vidéo, elle examine le rôle des médias dans le développement d'individus ou de groupes.

## Vie
Candice Breitz est née à Johannesburg où elle passe son enfance. En 1993, elle étudie les Beaux Arts à l'université de Witwatersrand à Johannesbourg, puis en 1995 l'histoire de l'art à Chicago. En 1997, elle suit le cursus indépendant du Whitney Museum de New York. De 1998 à 2002, elle étudie à l'université Columbia où elle passe une maîtrise et un doctorat en histoire de l'art. Depuis 2003, elle vit et travaille à Berlin. Entre 2000 et 2013, elle effectue de nombreuses résidences qui la mènent de Wiepersdorf à Linz, San Antonio, Berlin, Stockholm, Paris, Gateshead, Vienne et Toronto.

## Œuvres (sélection)
Candice Breitz utilise la culture populaire des mass médias, celle des films hollywoodiens, des séries télé, de la pop music, comme une « lingua franca », le plus petit dénominateur commun d’une société société de consommation passive et vorace. En opérant directement dans la pop culture, en la fragmentant et l’extrayant de son contexte par son intervention artistique, Candice Breitz passe de l’état de spectatrice muette à celle de spectatrice active et de voix critique.
Dans l'installation vidéo Mother + Father créée en 2005 et présentée à la Biennale d'art de Venise la même année, Breitz détoure les personnages grâce à des procédés numériques et isole et réarrange les scènes selon un nouveau scénario qu’elle compose. Des actrices et acteurs connus comme Faye Dunaway, Meryl Streep ou Julia Roberts pour Mother et Dustin Hoffman, Harvey Keitel, Donald Sutherland pour Father, sont pris dans des extraits de films comme Kramer contre Kramer ou Le Père de la mariée où ils interprètent des rôles illustrant respectivement l’idée de maternité et de paternité. Sorties de leur contexte d’origine et insérées dans le nouvel espace théâtral créé par l’artiste, les interprétations des acteurs créent de nouvelles interactions et hissent l’idée de fiction à un tout autre niveau. Dans cette installation, l’artiste montre, par le biais du simulacre numérique, comment les canons fictionnels de Hollywood et des séries télé modèlent notre conception même de la parentalité dans le monde réel. Créées de toutes pièces pour les médias, les scènes vues à l’écran deviennent des standards que nous reproduisons ensuite dans nos vies réelles.
En novembre 2008, Candice Breitz présente une installation en deux parties à la Kunsthalle Temporaire de Berlin sous le titre Inner + Outer Space. Dans la première partie, elle montre Working Class Hero (A Portrait of John Lennon) une œuvre créée en 2006, King (A Portrait of Michael Jackson)de 2005 et Queen (A Portrait of Madonna) de 2005. Pour ces trois travaux, Candice Breitz a recherché d'authentiques fans qui étaient prêts à interpréter à leur manière un album complet de leur chanteur devant la caméra. Quelle est l'Influence de la musique Pop sur la vie des auditeurs? Les fans, comme récepteurs les plus intenses, constituent une partie de l'étude de cette question de la rencontre. La deuxième partie de l'Exposition reprend cette thématique avec à nouveau l'œuvre Working Class Hero (A Portrait of John Lennon) à laquelle s'ajoute Father, 2005, et Him, 1968-2008, un travail plus récent de l'artiste. Détaché du contexte filmique initial, l'acteur Jack Nicholson est montré dans un dialogue avec soi-même.
Dans Love Story créé en 2016 pour l'exposition Ponderosa au Kunstmuseum de Stuttgart, Candice Breitz interroge les mécanismes d’identification et les conditions de création de l’empathie à travers la question de la crise des réfugiés. 
Dans une première salle, les interviews de six migrants, réalisés par l’artiste dans les villes où ils ont demandé l’asile, sont réinterprétés à l’écran sur fond vert par deux acteurs hollywoodiens Alec Baldwin et Julianne Moore. L’accès à la version intégrale des interviews par les vrais protagonistes n’est possible qu’après le passage dans cette première salle.
Exposée à la Biennale de Venise en 2017, cette œuvre devait ensuite être exposée dans un musée australien, la National Gallery of Victoria. Apprenant que ce musée était gardé par la société Wilson Security accusée de sévices dans des centres de rétention pour migrants, Candice Breitz décide de rebaptiser l’œuvre Love Story en "Wilson Must Go". « Je ferais preuve de négligence morale […] si je gardais le silence, compte tenu du débat que suscitent aujourd’hui les mauvais traitements dont les réfugiés sont régulièrement victimes de la part des autorités australiennes. » a déclaré Candice Breitz dans un post sur Facebook intitulé "Pourquoi j’ai décidé de saboter mon propre travail".
L’œuvre TLDR ("Too long, didn’t read") de 2017 présentée en 2018 dans la section Unlimited d’Art Basel est composée en deux parties. Une installation vidéo en format monumental met en scène la parole de travailleurs du sexe sud africains du réseau SWEAT (the Sex Workers Education & Advocacy Taskforce). La chorégraphie, la bande-son et le récit d’un jeune narrateur mettent en exergue la difficulté de cette communauté à faire entendre sa voix dans un monde où ce sont surtout les célébrités qui retiennent l’attention du public et où le temps moyen d'écoute pour un message est inférieur à 8 secondes. Dans une pièce séparée, une installation d’un dizaine de moniteurs vidéo diffusent in extenso les interviews de ces mêmes travailleurs du sexe.

## Expositions (sélection)
- 2005 : Mother + Father, Pavillon italien, 51e Biennale de Venise.
- 2008 : Inner + Outer Space, Temporäre Kunsthalle Berlin.
- 2010 : The Script Life, Kunsthaus Bregenz.
- 2016 : Candice Breitz: Ponderosa, Musée D'Art De Stuttgart. Rétrospective comprenant les installations Babylone Series (1999), Mother + Father (2005) et Love Story (2016) réalisée spécialement pour l'exposition.
- 2017 : Love Story, Biennale de Venise / Pavillon sud-africain.

## Collections publiques (sélection)
De nombreux musées et collectionneurs ont acquis des œuvres de Candice Breitz notamment aux USA (Solomon R. Guggenheim Museum, MoMA - Museum of Modern Art, et Sonnabend Collection - New York, San Francisco Museum of Modern Art, Museum of Fine Arts - Boston, Milwaukee Art Museum, The Henry Art Gallery et Bill + Ruth True Collection - Seattle, Manilow Collection - Chicago, CIFO - Cisneros Fontanals Art Foundation - Miami, The West Collection - Pennsylvanie), en Afrique du Sud (WAM - Wits Art Museum et Standard Bank Collection - Johannesburg, The New Church, Collection of Piet Viljoen - Le Cap, Emile Stipp Video Art Collection - Pretoria) en Allemagne (Hamburger Kunsthalle - Hambourg, Sammlung Goetz et Städtische Galerie im Lenbachhaus - Munich, Princess Gloria von Thurn und Taxis Collection - Regensburg), en Autriche (Thyssen-Bornemisza Contemporary Art Foundation - Vienne), en Australie (MONA - The Museum of Old and New Art, Moorilla Museum of Antiquities - Tasmanie, National Gallery of Victoria - Melbourne, QAGGOMA - Queensland Art Gallery - Brisbane), en Italie (Castello di Rivoli - Turin, Collezione La Gaia, Villa Manin Center for Contemporary Art - Codroipo, Fondazione Teseco per l’Arte - Pise, MAXXI - Museo nazionale delle arti del XXI secolo - Rome, Fondazione Morra Greco - Naples) et en France (FNAC - Fonds national d’art contemporain - Paris et Institut d'art Contemporain / Collection Frac Rhone-Alpes - Lyon).

## Prix
- 2007 : Prix international d'Art contemporain de la Fondation Prince Pierre de Monaco[3].
- 2013 : B3 BEN Award – B3 Biennial of the Moving Image[4].
- 2014 : Kunstpreis der SPD Fraktion des Niedersächsischen Landtages[5].

## Catalogues d'exposition (sélection)
- Christoph Tannert: Candice Breitz: Alien (Ten Songs from Beyond).  Musée Folkwang dans RWE Tour, Manger 2002.
- Suzanne Cotter: Candice Breitz: Re-Animation.  Modern Art Oxford, Oxford, 2003.
- Marcella Beccaria: Candice Breitz.  Castello di Rivoli, Rivoli-Torino 2005.
- Sabine Himmelsbach, Paula von Sydow: Candice Breitz: Mother.  Revolver Archives de l'Art Actuel, Francfort, 2005.
- Louise Neri: Candice Breitz.  White Cube, Londres, 2005 (publié par Jay Jopling/White Cube, Francesca Kaufmann et Samedi Gallery).
- Christine Kintisch: Candice Breitz: Working Class Hero.  Bawag Foundation, Vienne, 2006.
- Christy Longtemps (Interview): Candice Breitz.  Kukje Gallery, Seoul, 2006.
- Artemis Potamianou: Candice Breitz.  Hellenic American Union Européenne, Athènes, 2006.
- Octavio Zaya: Candice Breitz: Multiple Exposure.  (Barcelone + León: ACTAR + MUSAC ? Museo de Arte Contemporáneo de Castilla y León, 2007).
- Jennifer Tous: Candice Breitz / Inner + Outer Space.  Temporaire De La Kunsthalle De Berlin, Berlin, 2008.
- Michael Juul Holm: Candice Breitz: Louisiane Contemporain.  Le Louisiana Museum of Modern Art, Humlebaek 2008.